# Capitanía General de Cataluña
La Capitanía General de Cataluña fue una institución militar con jurisdicción en el Principado de Cataluña. Asimismo, se denomina de igual manera al edificio que fue su sede y aún existe bajo otra función. Se trata de un palacio de uso militar del Ejército de Tierra de España, dependiente del Ministerio de Defensa, situado en la ciudad de Barcelona, en el paseo de Colón (distrito de Ciutat Vella).
El edificio se encuentra en el emplazamiento que ocupaba antiguamente el convento de la Merced, un edificio barroco obra de Jeroni Santacana, construido entre 1605 y 1653. Perteneciente a la Orden de la Merced, este convento sustituía otro anterior de origen medieval que formaba conjunto con una iglesia gótica, posteriormente reformada en estilo barroco, la actual basílica de la Merced. Desamortizado en 1835, el edificio fue reformado para reconvertirlo al uso militar en 1845 y, de nuevo, en 1926. Esta última reforma fue dirigida por Adolfo Florensa, quien prácticamente reconstruyó el edificio —solo respetó el claustro barroco—, en un estilo neoclásico. 
El palacio fue hasta 2003 sede de la IV Región Militar Pirenaica Oriental, bajo la jefatura del Capitán General de Cataluña. En la actualidad alberga la Inspección General del Ejército de Tierra, con jurisdicción en toda España.
Esta obra está catalogada como Bien Cultural de Interés Local (BCIL) con la referencia 08019/387.

## Historia

### Orígenes

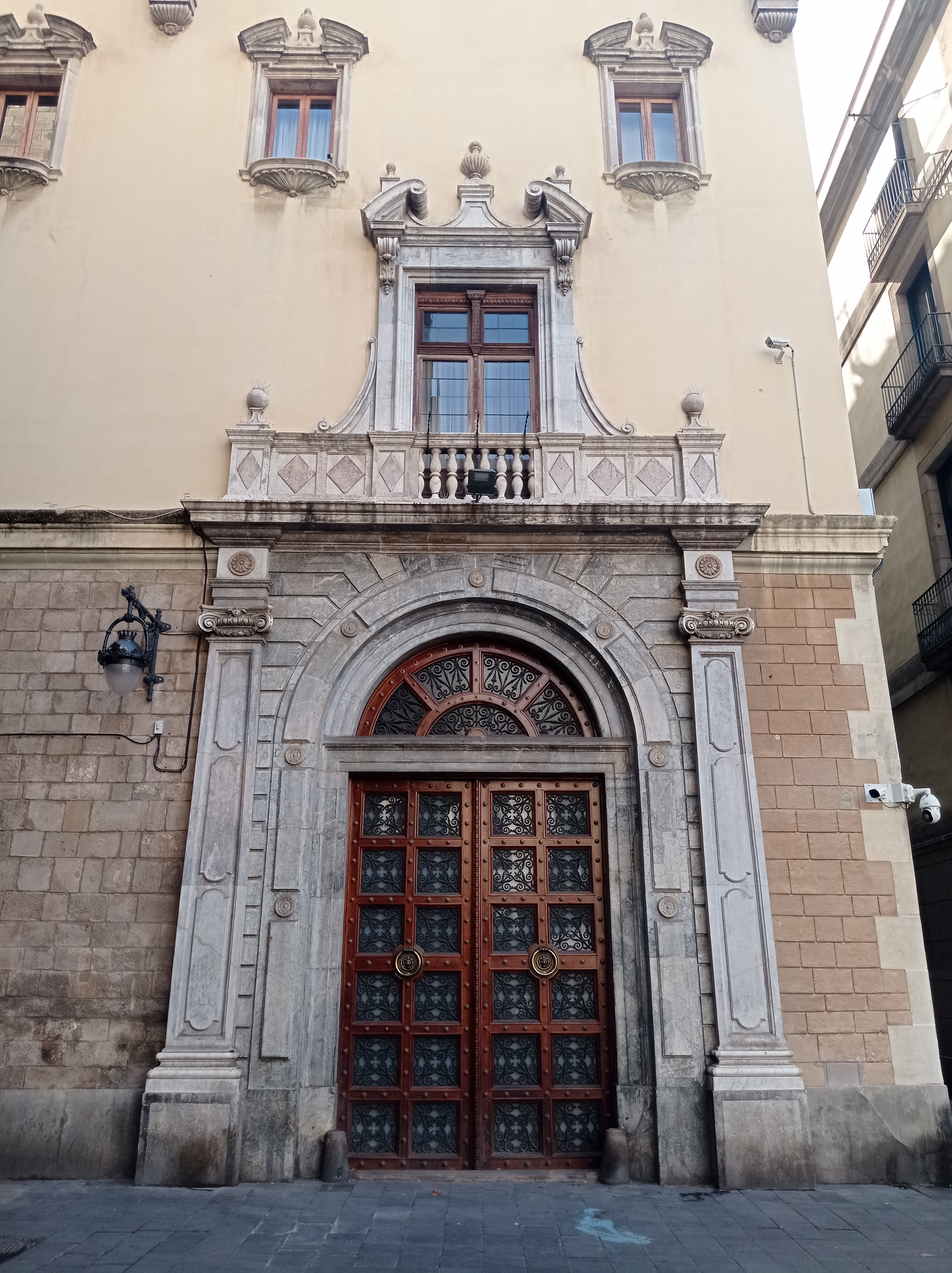
Puerta de la plaza de la Merced, antigua puerta principal del convento

El convento de la Merced fue fundado por la Orden Mercedaria, instituida en 1218 por san Pedro Nolasco. El recinto original se situó en un solar cercano a la Muralla de Mar, en unos terrenos cedidos por el lugarteniente Ramon de Plegamans. El primer convento fue construido en 1234 e incluía el convento propiamente dicho, un hospital y una iglesia de estilo gótico; la parte más cercana al mar, donde hoy se encuentra el edificio de Capitanía, estaba ocupada por un huerto. La iglesia, dedicada a la Virgen de la Merced, fue construida entre 1249 y 1410.
En 1605 se inició la construcción de un nuevo convento, debido al estado ruinoso del anterior, que se emplazó en los terrenos del huerto. El edificio fue confiado al maestro de obras Jeroni Santacana y la construcción finalizó en 1653, aunque algunos trabajos, sobre todo de decoración, se prolongaron hasta 1676. Intervinieron también: Jaume Granger, autor del claustro; Josep Ratés, autor de la decoración escultórica; y Jaume Flori, autor del portal de la plaza de la Merced. Por su parte, la antigua iglesia gótica fue derribada en 1760 debido a los daños causados durante la Guerra de Sucesión y, entre 1765 y 1775, se construyó un nuevo templo de estilo barroco, actual Basílica de la Merced, obra de José Mas Dordal.

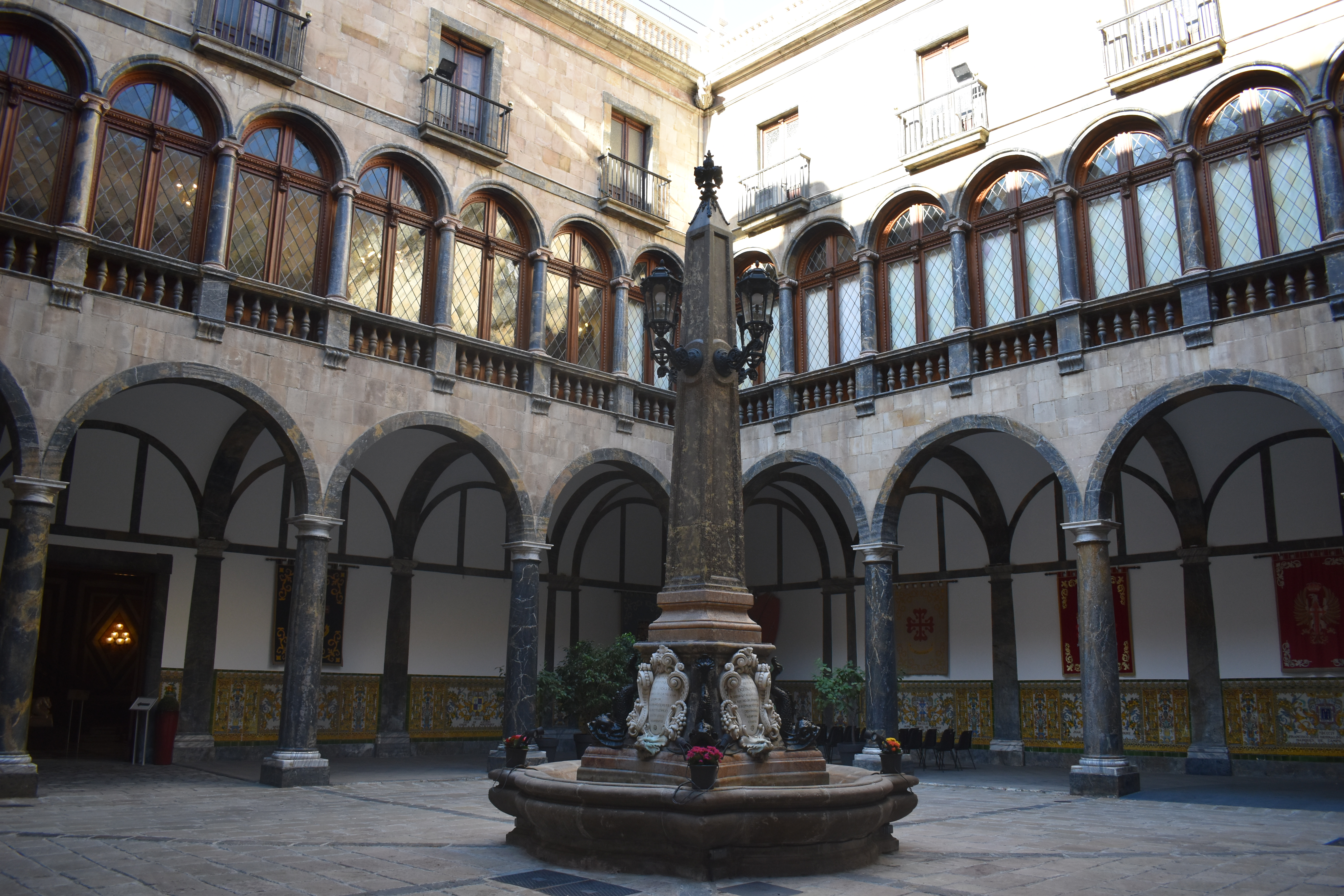
Claustro barroco

En 1808, tras la invasión napoleónica, el convento se convirtió en cuartel del ejército francés. Al año siguiente, los franceses lo utilizaron como cárcel para presos españoles. El convento fue afectado por la desamortización de 1835. En 1840 fue ocupado por un batallón de la Milicia Nacional y, en 1844, por un regimiento de infantería. En 1845 pasó definitivamente a ser propiedad del Ejército, con la intención de emplazar un cuartel de Infantería, pero, ante la solicitud del capitán general Manuel Bretón del Río, la reina Isabel II autorizó en 1846 su reconversión en sede de la Capitanía General de Cataluña. Hasta entonces, los capitanes generales residían en el Palacio del Virrey.
El derribo de la Muralla de Mar entre 1878 y 1883 provocó la destrucción de un puente que unía dicha muralla con la pared del lado mar del edificio, que tuvo que ser reconvertida con una nueva puerta de acceso directo al claustro, que pasó a ser la fachada principal. Sobre la puerta principal se colocó una galería doble, los miradores laterales del piso principal se convirtieron en galerías y las ventanas del segundo piso en balcones. La reforma fue obra del ingeniero militar Antonio Ropí.
En 1926 se produjo una nueva reforma de cara a la Exposición Internacional celebrada en 1929, dirigida por el arquitecto municipal Adolfo Florensa, ayudado por el coronel de Ingenieros Pompeyo Martí. Enclavado en el novecentismo, Florensa hizo una reforma de estilo clasicista. El edificio actual es obra suya, ya que solo dejó intacto el claustro barroco.

### La Capitanía General

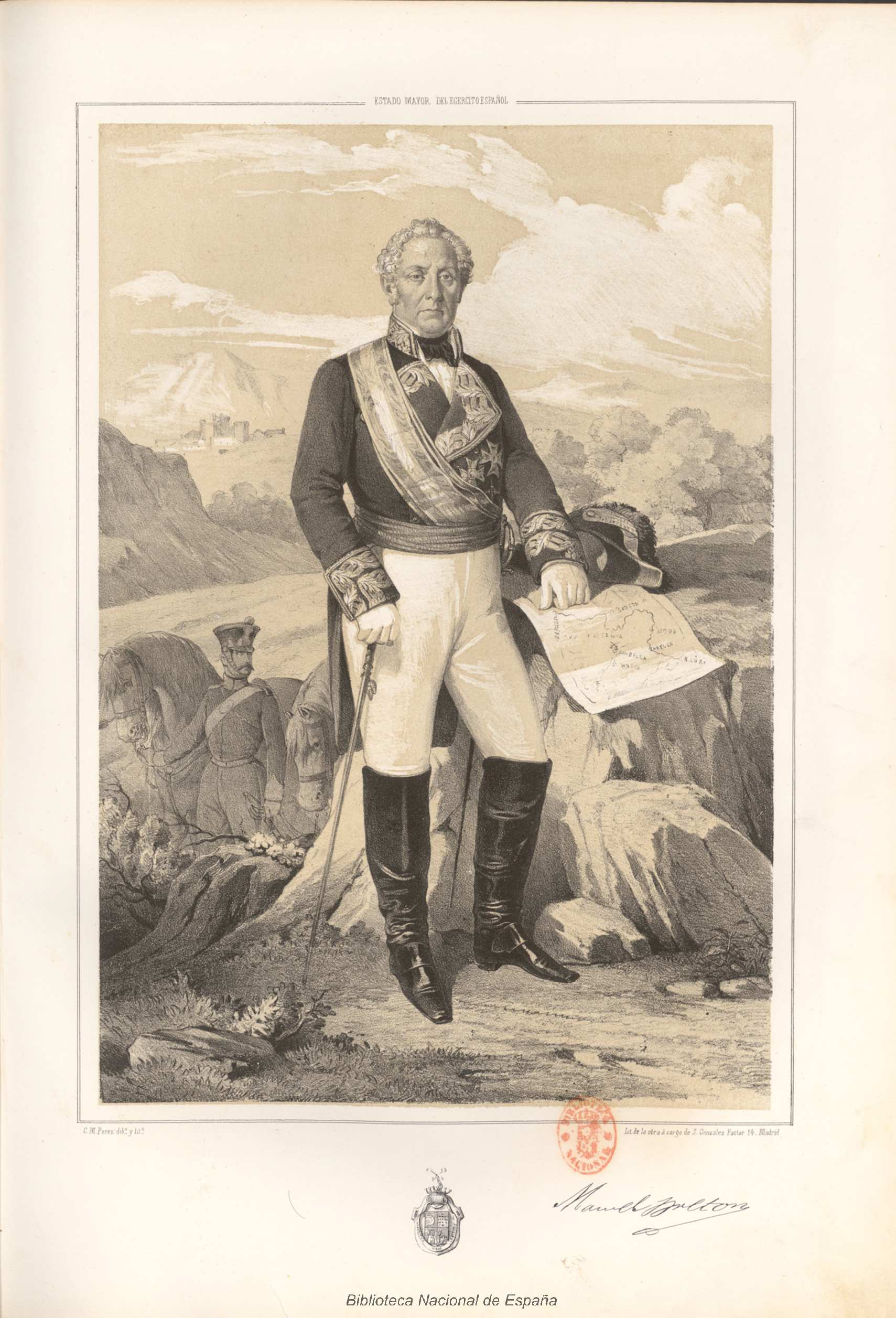
Manuel Bretón del Río, capitán general que promovió la reconversión del convento de la Merced en sede de la Capitanía General

La Capitanía General de Cataluña fue instituida por Felipe V en 1716, en virtud del Decreto de Nueva Planta. Esta figura sustituía al virrey de Cataluña, hasta entonces el más alto cargo de las instituciones del Estado en el Principado. Las funciones del nuevo cargo eran la jefatura militar de la región y la representación de la Corona, así como ciertas funciones de gobierno y justicia; asimismo, era presidente de la Real Audiencia de Cataluña. El primer capitán general fue Francisco Pío de Saboya y Moura, marqués de Castel Rodrigo.
Los primeros capitanes generales se dedicaron a la represión de los restos austracistas que quedaban de la Guerra de Sucesión y convirtieron Barcelona en una plaza fuerte militar. Para ello, uno de los puntales fue la construcción de la nueva fortaleza de la Ciudadela, construida entre 1715 y 1751 por el ingeniero militar Joris Prosper Van Verboom. También se remodeló el Castillo de Montjuic.
Con el tiempo, gracias a la política ilustrada de Fernando VI y Carlos III, los capitanes generales se fueron integrando en la vida de la ciudad y ayudaron a su mantenimiento y crecimiento, con planes urbanísticos como el del nuevo barrio de La Barceloneta, promovido por el marqués de la Mina en 1753, la remodelación de la Rambla (1768), el cuartel de las Atarazanas (1779-1799) o la apertura de la calle Nueva de la Rambla (1785-1789). Pese a todo, el objetivo del control militar de la población persistía y, en el fondo, muchas de estas reformas urbanísticas estaban encaminadas a facilitar el movimiento de tropas por la ciudad.
Las Cortes de Cádiz de 1812 intentaron reducir el poder de los capitanes generales, subordinándolos a la jurisdicción civil y circunscribiendo su mandato al ámbito militar. Sin embargo, algunos se resistieron a la pérdida de sus atribuciones: en 1834, el capitán general Manuel Llauder boicoteó la toma de posesión del nuevo gobernador civil, que se retrasó un mes. Desde entonces hubo roces entre ambas administraciones, aunque debido a su carácter de autoridad militar los capitanes generales siguieron teniendo primacía. Una prueba de ello fue el traslado en 1846 al antiguo convento de la Merced.

Escudo de la IV Región Militar Pirenaica Oriental

Los capitanes generales intervinieron activamente en las circunstancias sociopolíticas de la Barcelona del siglo XIX: el conde de España inició en 1827 una brutal represión contra los liberales, con cientos de ejecuciones y miles de encarcelamientos; el barón de Meer luchó contra el carlismo, así como contra el progresismo y el radicalismo (ejecución del radical Ramón Xaudaró); en 1841, Antonio Van Halen proclamó el estado de sitio ante el pronunciamiento moderado; Manuel Bretón del Río reprimió la revuelta contra las quintas (1845); Juan Zapatero reprimió la huelga de 1855, que incluyó la ejecución del dirigente obrero Josep Barceló, así como el levantamiento popular a favor de Espartero, que se saldó con cuatrocientos muertos. Tras la Restauración, los capitanes generales siguieron velando por el orden social, con una especial represión contra carlistas, republicanos y anarquistas. Los capitanes generales Arsenio Martínez Campos, Valeriano Weyler y Eulogio Despujol destacaron por su dureza contra los movimientos obreros, como en el caso del proceso de Montjuic. A finales de siglo se abrió un nuevo frente contra el catalanismo político, que tuvo su exponente en el conflicto de la revista ¡Cu-Cut!.
A inicios del siglo XX la función principal de la institución siguió siendo la represión de las revueltas civiles, con un nuevo ejemplo durante la Semana Trágica en 1909. La Segunda República intentó de nuevo limitar el poder de los capitanes generales, limitándolo al ámbito militar, que se intentó profesionalizar. En última instancia, se suprimieron las capitanías generales, que fueron sustituidas por comandancias. El nuevo general comandante de la IV División, Domingo Batet, promovió el apoliticismo y una mayor integración en la autonomía catalana. Tras el golpe militar del 18 de julio de 1936, el general Francisco Llano de la Encomienda se mantuvo fiel a la República.
Tras la instauración de la dictadura franquista, el cargo de capitán general fue restaurado, el 4 de julio de 1939. La nueva autoridad se dedicó a la represión de los elementos republicanos persistentes, así como, de nuevo, al control de la sociedad civil. El capitán general era el encargado de firmar las sentencias de muerte tras los consejos de guerra castrenses a militantes republicanos. Durante la Transición y en virtud de la Constitución de 1978 la institución quedó nuevamente subordinada al poder civil. Durante el golpe de Estado del 23 de febrero de 1981 el general Antonio Pascual Galmes se mantuvo fiel al orden constitucional vigente. La reforma de 1984, que conllevó la despolitización del Ejército y la pérdida de atribuciones políticas y judiciales del capitán general, comportó además una reorganización de las regiones militares, lo que supuso la supresión de la Capitanía General como ente territorial, que fue sustituida por la IV Región Militar Pirenaica Oriental, aunque a su frente siguió estando la figura del capitán general.
En 2002, una nueva reforma del Ejército comportó el abandono de la territorialidad en aras de una organización más funcional y operativa. Las regiones militares tradicionales desaparecieron y, desde entonces, las Fuerzas Armadas se organizaron en unidades tácticas en función de los cometidos y misiones asignados, subordinadas únicamente a sus mandos orgánicos y no a los regionales. Tras la pérdida de su función original, el palacio de Capitanía —que, pese a todo, sigue conservando su nombre—, fue reconvertido en sede de la Inspección General del Ejército de Tierra.

### Actualidad

Escudo de la Inspección General del Ejército de Tierra

El palacio de la antigua Capitanía General alberga hoy día la Inspección General del Ejército de Tierra, un órgano del Apoyo a la Fuerza responsable en el ámbito del Ejército de Tierra de la dirección, gestión, coordinación y control en materia de infraestructura, seguridad de las bases, vida en las unidades, centros y organismos en guarnición, de la prevención de riesgos laborales y del desarrollo de la normativa sobre régimen interior de las bases. Se encuentra bajo la dependencia directa del Jefe del Estado Mayor del Ejército de Tierra.
El Teniente General Inspector General del Ejército es también el representante institucional de las Fuerzas Armadas en las Comunidades Autónomas de Cataluña, Aragón, Navarra y La Rioja.
Este organismo se articula, desde su cuartel general en Barcelona, en una jefatura, dos direcciones y cuatro subinspecciones:
- Jefatura de la Inspección General del Ejército en Barcelona
- Dirección de Acuartelamiento (DIACU) en Madrid (antigua I Subinspección General del Ejército)
- II Subinspección General del Ejército-Sur (SUIGESUR) en Sevilla
- III Subinspección General del Ejército-Este/Pirenaica (SUIGEPIR) en Barcelona
- IV Subinspección General del Ejército-Norte (SUIGENOR) en Valladolid
- V Subinspección General del Ejército-Canarias (SUIGECAN) en Santa Cruz de Tenerife
- Dirección de Infraestructura (DIIN) en Madrid

## El palacio

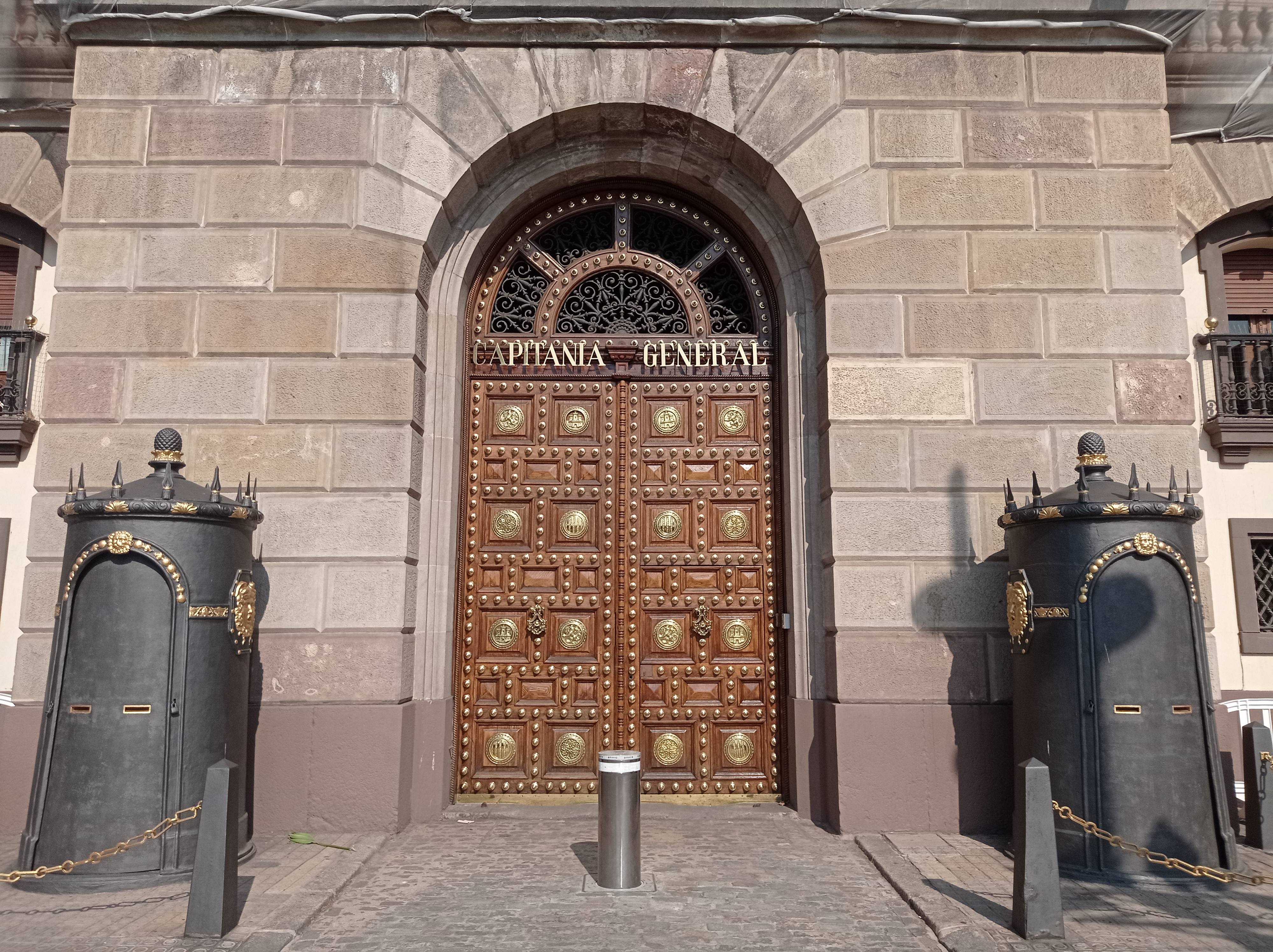
Puerta principal

El palacio se encuentra en una manzana delimitada por las calles Boltres, Merced, Simó Oller y el paseo de Colón, donde radica la fachada principal. El edificio original fue construido entre 1605 y 1653 con un diseño original de Jeroni Santacana. En 1636 se iniciaron los trabajos de decoración, a cargo de Jaume Granger, así como Josep Ratés en tareas escultóricas y Jaume Flori, autor del portal que se abre en la plaza de la Merced (1641). El conjunto se distribuía entre una zona noble —el lado de la calle Boltres—, donde se ubicaban las dependencias monacales, alrededor del claustro; y otra de servicios —el lado de la calle Simó Oller—, que incluía el refectorio y la despensa.
La planta del edificio es rectangular y se articula en cuatro crujías que cierran el recinto y la crujía central, que divide el claustro del patio interior. La puerta principal, en el paseo de Colón, dirige al claustro a través de un vestíbulo, mientras que la antigua puerta, en la plaza de la Merced, da acceso a otro vestíbulo que conecta igualmente con el claustro, al tiempo que alberga una escalera de honor que asciende a la planta noble.

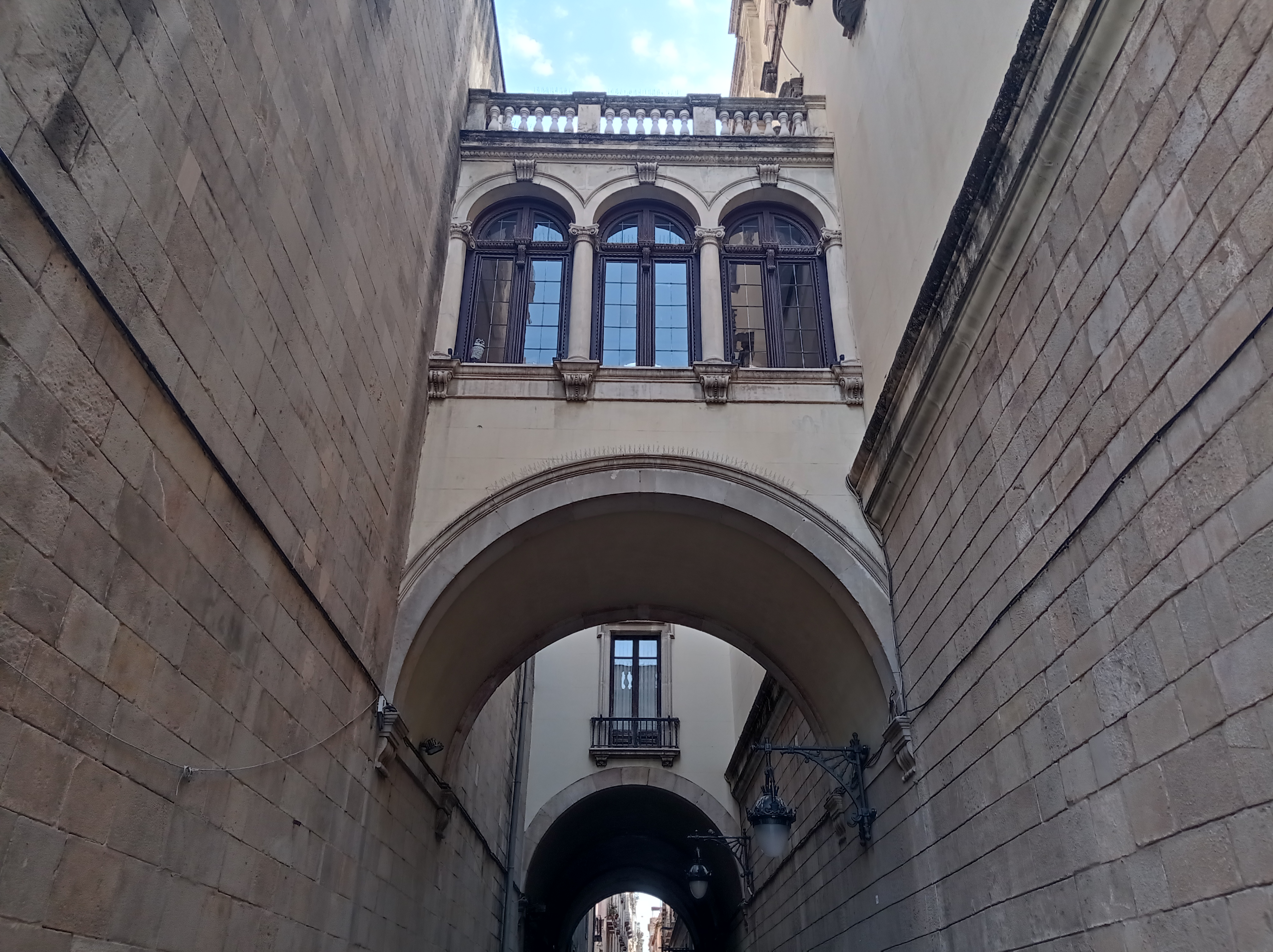
Puentes de unión entre la Capitanía General y la Basílica de la Merced

La fachada principal, proyectada en 1926 por Adolfo Florensa, es de estilo clasicista, con ciertas reminiscencias neobarrocas, una solución apartada de la arquitectura tradicional catalana. Se articula en tres registros horizontales y cinco cuerpos verticales dispuestos siguiendo un eje de simetría axial centrado en la puerta principal. El registro inferior presenta un gran pórtico de arcos de medio punto, con pilastras y enjutas de sillares pétreos almohadillados. Estos arcos contienen las ventanas de la planta baja, de forma rectangular, así como los balcones abalaustrados del primer piso, coronados por arcos escarzanos y cercados por barandillas de hierro con bolas de latón dorado. La puerta principal tiene forma de arco de medio punto y, en los laterales, hay dos accesos secundarios, que son adintelados. Las tres puertas tienen batientes de madera noble con apliques de bronce dorado en forma de punta de lanza, así como el escudo de España.

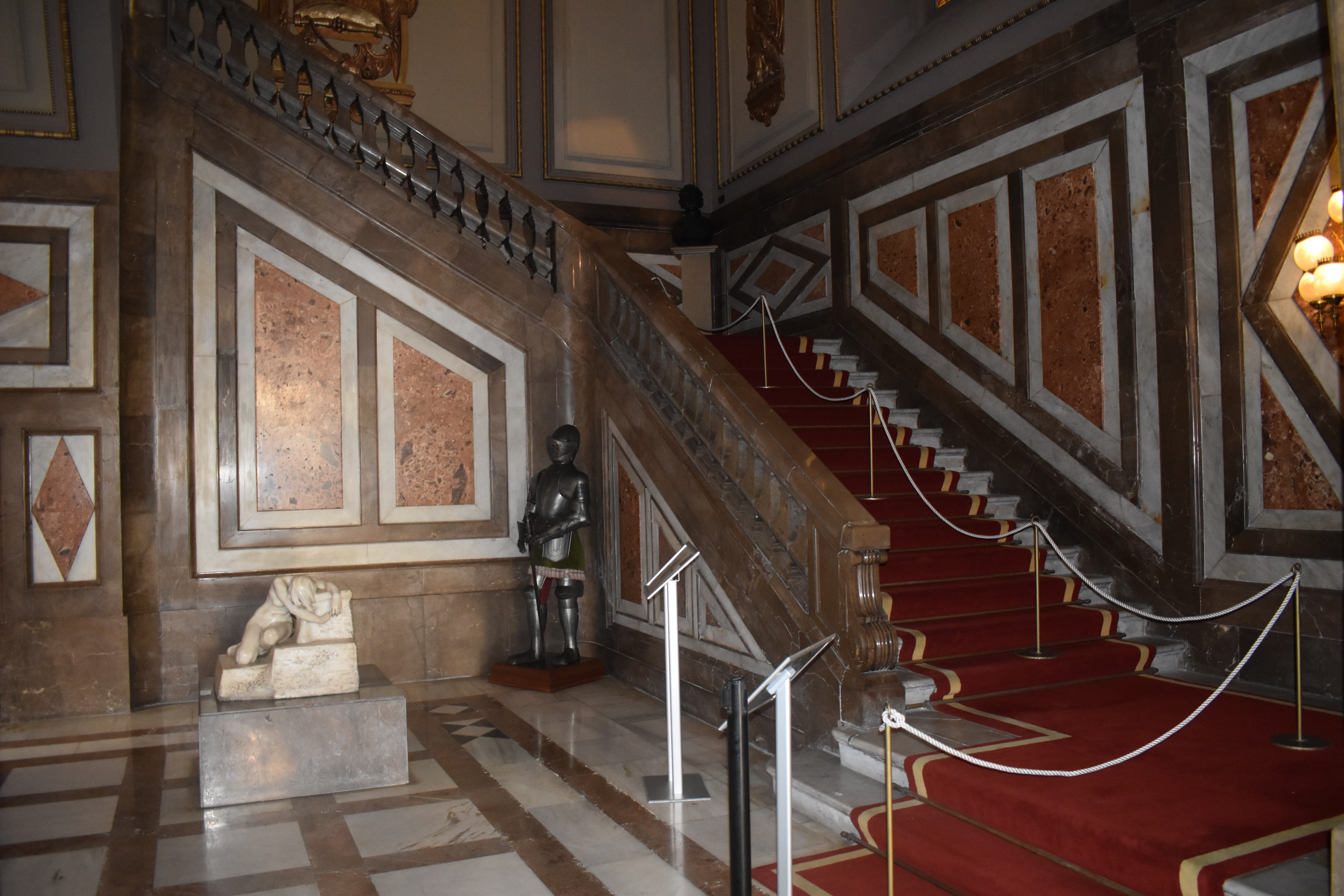
Escalera de honor

El portal principal sirve de basamento a dos pares de columnas toscanas que flanquean el gran balcón central, situado en el segundo registro horizontal, formado por un arco sostenido por pilastras corintias y con triunfos esculpidos en las enjutas. El segundo registro alberga los dos pisos centrales, articulados por una columnata corrida de pilastras toscanas con un entablamento dórico decorado con triglifos y metopas. La planta tiene una serie de balcones abalaustrados coronados por frontones de forma triangular y semicircular alternadamente. El piso superior presenta balcones abalaustrados con molduras y dovelas de arco plano en relieve, con barandillas de hierro fundido con bolas de latón dorado. El tercer registro corresponde al ático, articulado con varios pares de pilastras que flanquean las ventanas, con jambas molduradas y dinteles ornados con conchas, y coronado por una balaustrada que cierra la azotea. Este nivel se compone de cuerpos verticales simétricos y, en el coronamiento de la puerta principal, presenta el escudo de España flanqueado por semicolumnas y pilastras corintias que sostienen un frontón triangular coronado por pináculos, con dos esculturas a ambos lados, que representan a Hércules y Escipión. En los extremos, el ático alberga dos torres de forma cúbica con pilastras corintias y frontones triangulares coronados con pináculos, así como un ventanal y un óculo bajo un arco de medio punto en cada una de ellas.

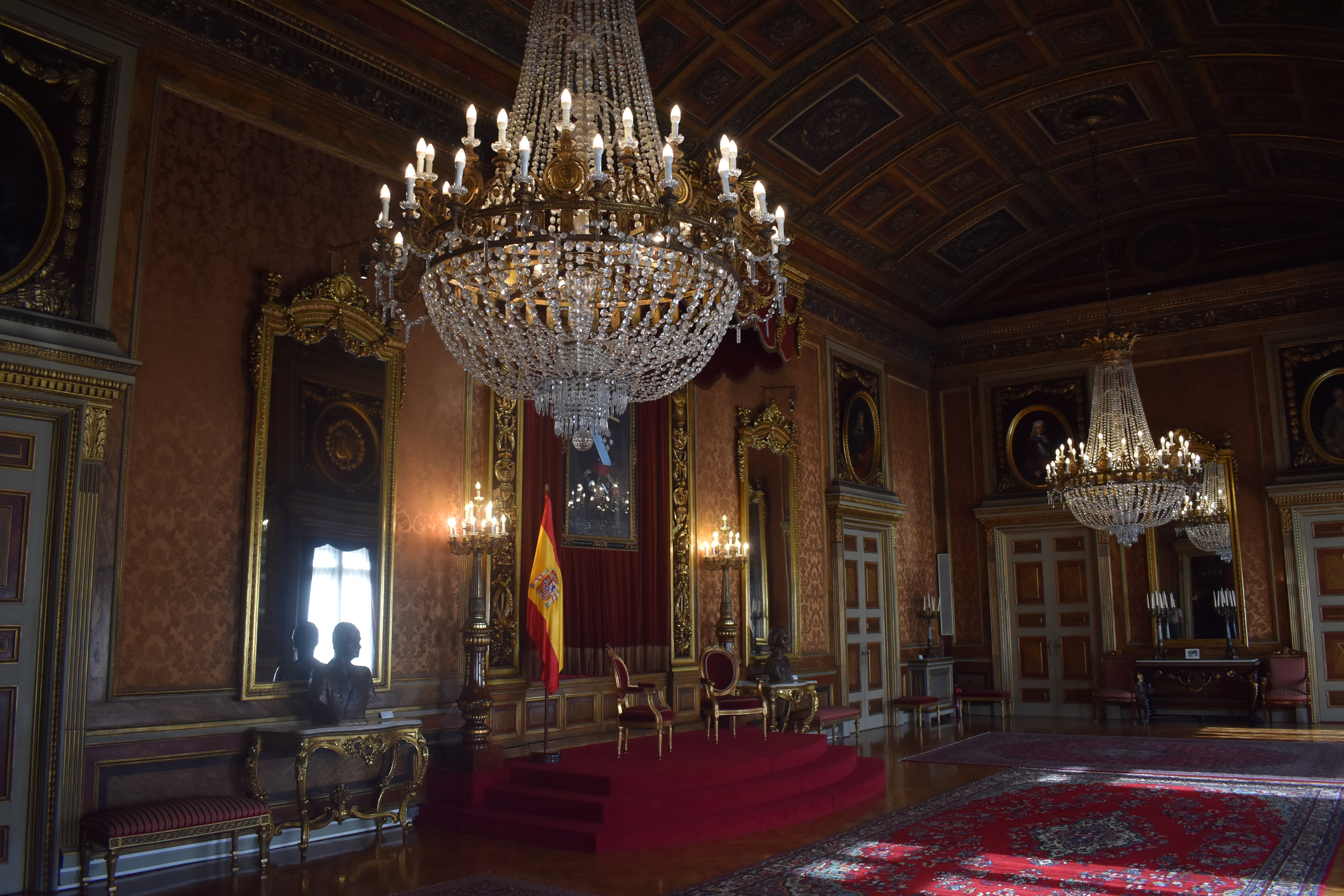
Salón del Trono

La fachada de la plaza de la Merced presenta un basamento de piedra y muros revestidos de mortero imitando sillares en rompejunta, con ventanas con marcos de mármol moldurado y alféizares con dinteles con frontones rotos. Esta fachada alberga dos puentes cubiertos que comunican el antiguo convento con la Basílica de la Merced, sostenidos sobre bóvedas de cañón y cubiertos por galerías de arcos sobre columnas jónicas. La puerta de esta fachada, diseñada por Jaume Flori, es de mármol blanco, gris y rosado, con un portal adintelado con arco de medio punto, flanqueado por dos pilastras jónicas. Sobre este portal hay un balcón abalaustrado, flanqueado por volutas y coronado con un frontón roto.

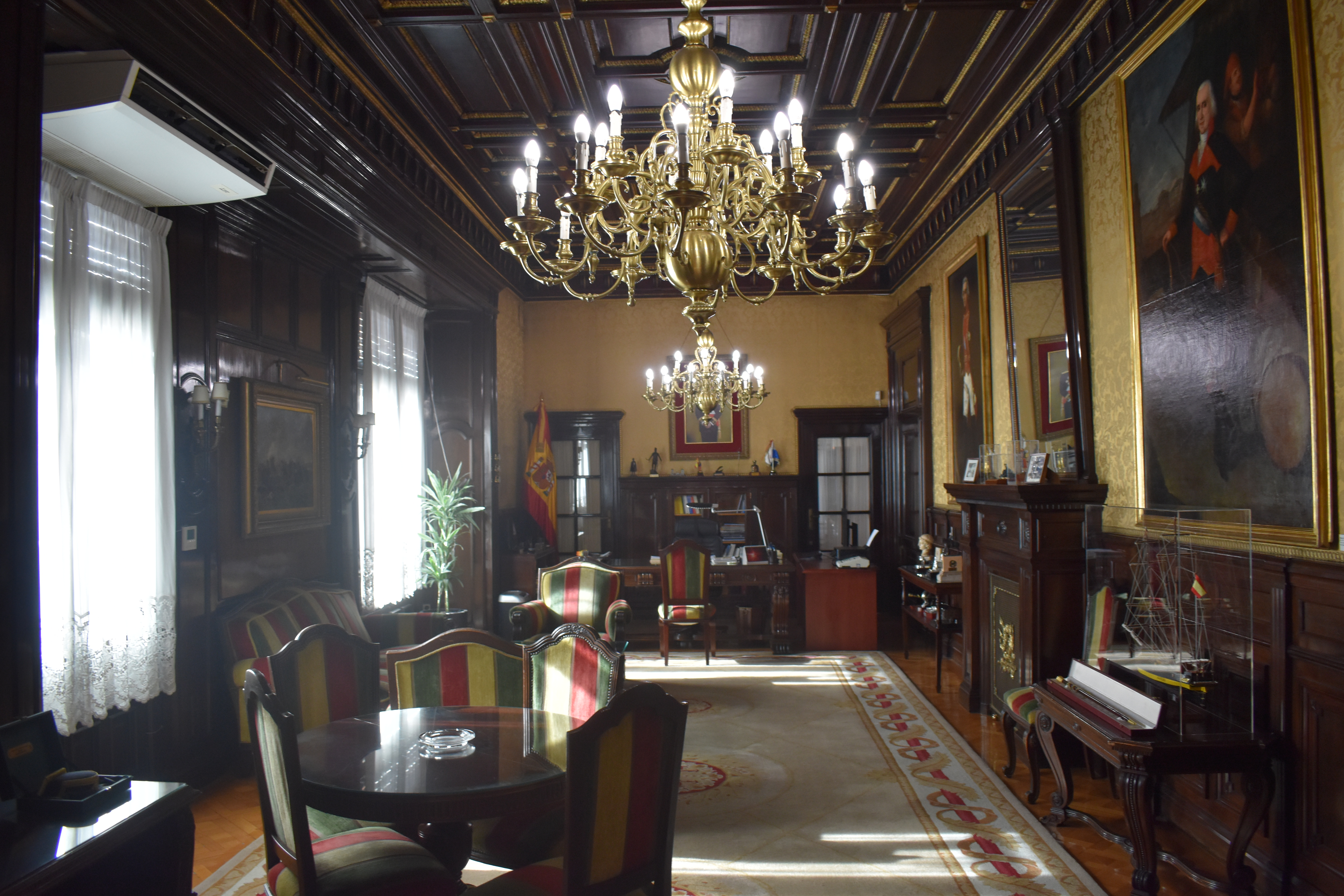
Despacho del Teniente General

En el interior, el portal de la Merced da a la escala de honor y el vestíbulo, reformados por Florensa. El vestíbulo tiene un pavimento de losas de mármol blanco, rosado y negro, y las paredes de estuco en cuarterones decorado con triunfos en relieve sobredorado. A través de un arco de medio punto se accede a la escala de honor, realizada con mármol blanco, rosado y gris, con barandilla de balaustres de mármol gris y una decoración de estucos de cuarterones y triunfos sobredorados, como en el vestíbulo. Esta escalera da acceso a la planta noble, donde destaca la Sala del Trono, diseñada por Florensa a imitación de la arquitectura neoclasicista promovida por los Borbones, especialmente del Palacio Real de Aranjuez. Está revestido de sedas rojas y marcos moldurados dorados, y destaca del conjunto el baldaquino del trono y el mobiliario que lo rodea.
Uno de los elementos más destacados del palacio es el claustro, diseñado por Jaume Granger y considerado una de las obras más destacadas de la arquitectura barroca catalana. Combina muros de revestimiento blanco con elementos portantes de mármol gris y está formado por cuatro galerías cubiertas con bóvedas de arista sostenidas por pilastras y columnas toscanas de mármol gris. En un nivel superior se encuentran otras galerías con el doble de arcos y columnas que el inferior, con arcos y columnas jónicas sobre balaustrada. El tercer piso tiene cuatro balcones por lado, abalaustrados, con barandilla metálica y marco gris. En el centro del claustro hay una monumental fuente-farola en forma de obelisco, realizada con mármoles de colores y elementos de bronce, que fue erigida en estilo neobarroco durante el reinado de Alfonso XIII.
El palacio alberga una importante colección de obras de arte, que incluye varios cuadros de José Cusachs de temática militar y retratos de reyes borbónicos, además de El general Prim en la batalla de Tetuán de Francisco Sans Cabot y obras de Modesto Urgell, Santiago Rusiñol, Raimundo Madrazo, Vicente Carducho, Dionisio Baixeras, Eliseo Meifrén, Alejandro Ferrant y Bernardino Montañés, así como unas grisallas realizadas por Ramón Rigol. Entre las esculturas, en el vestíbulo hay una reproducción de la obra Desconsuelo de Josep Llimona, así como la escultura En peligro de Agapito Vallmitjana y El perdón de Pierre Braecke. El conjunto incluye además un rico mobiliario de estilo clásico, así como una importante colección de relojes y jarrones.

## Galería

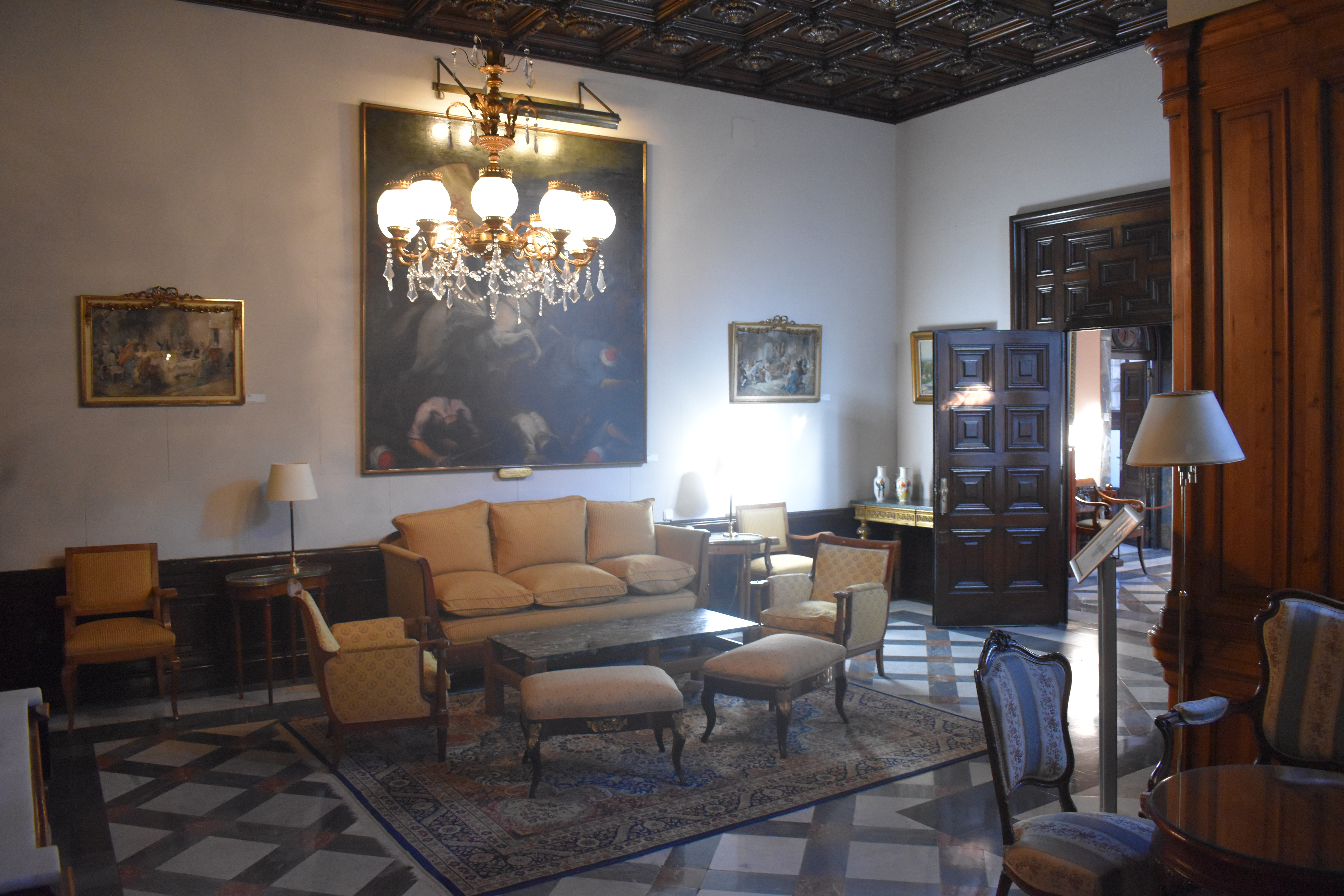
Sala de Ministros
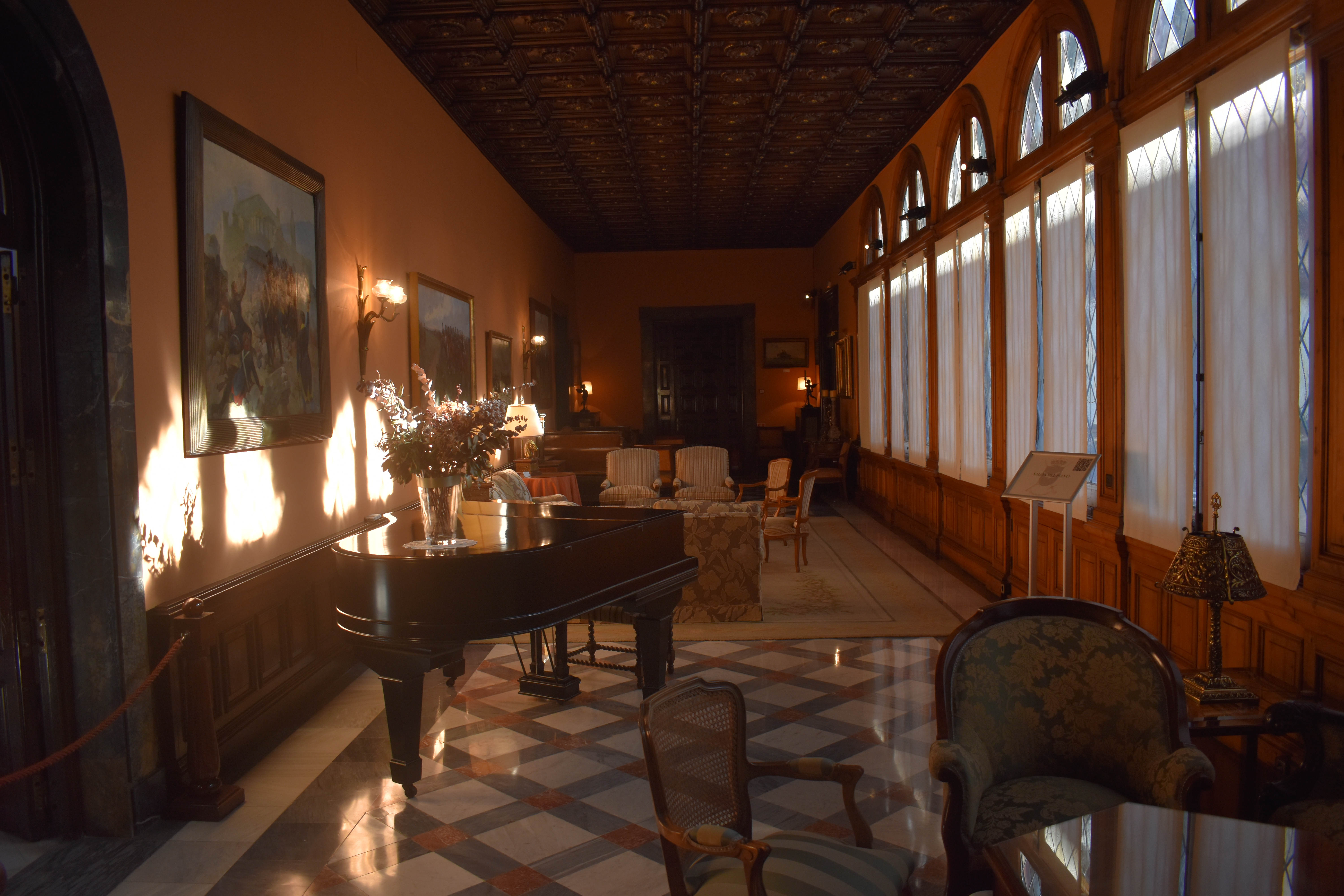
Salón del Piano
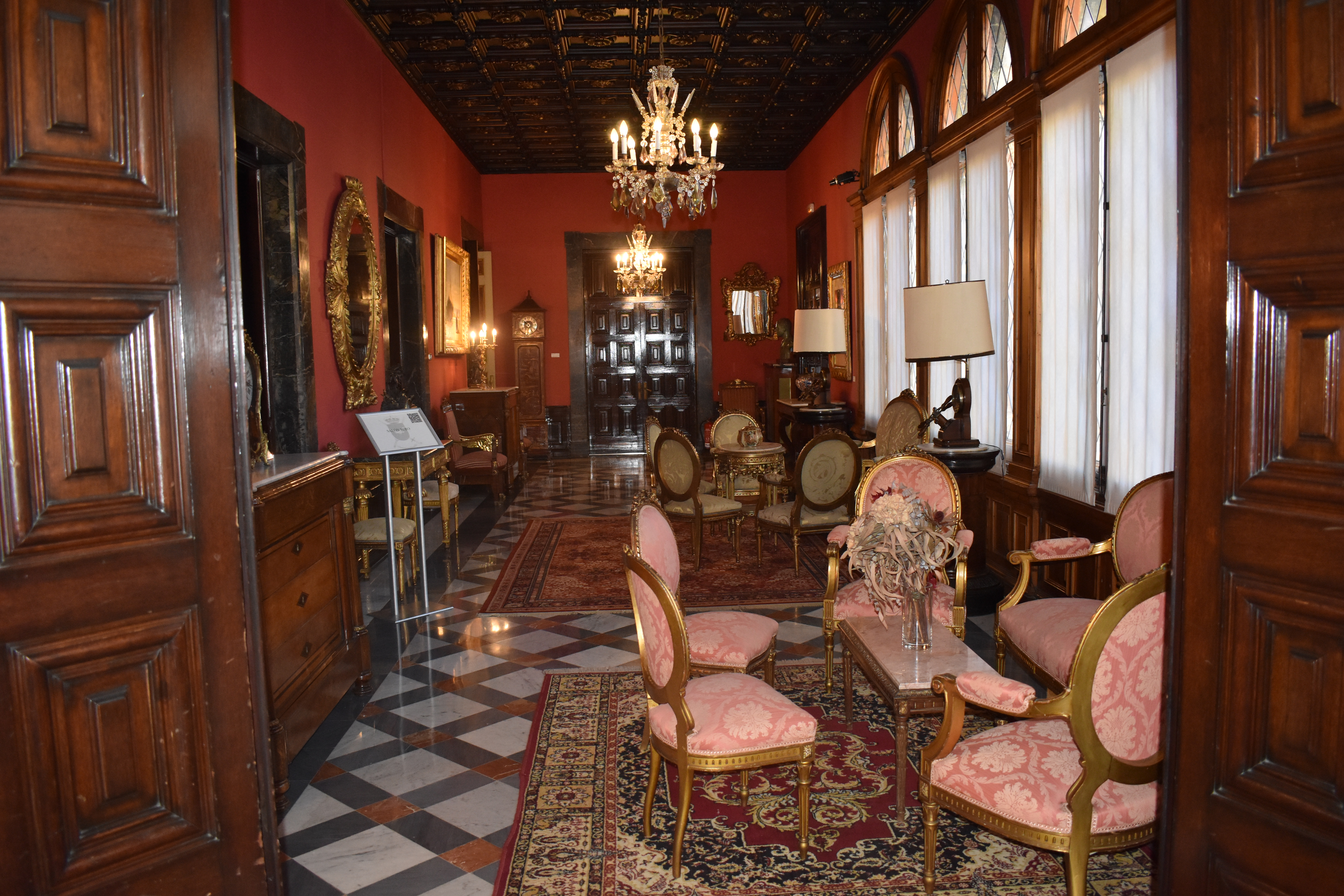
Salón Rojo
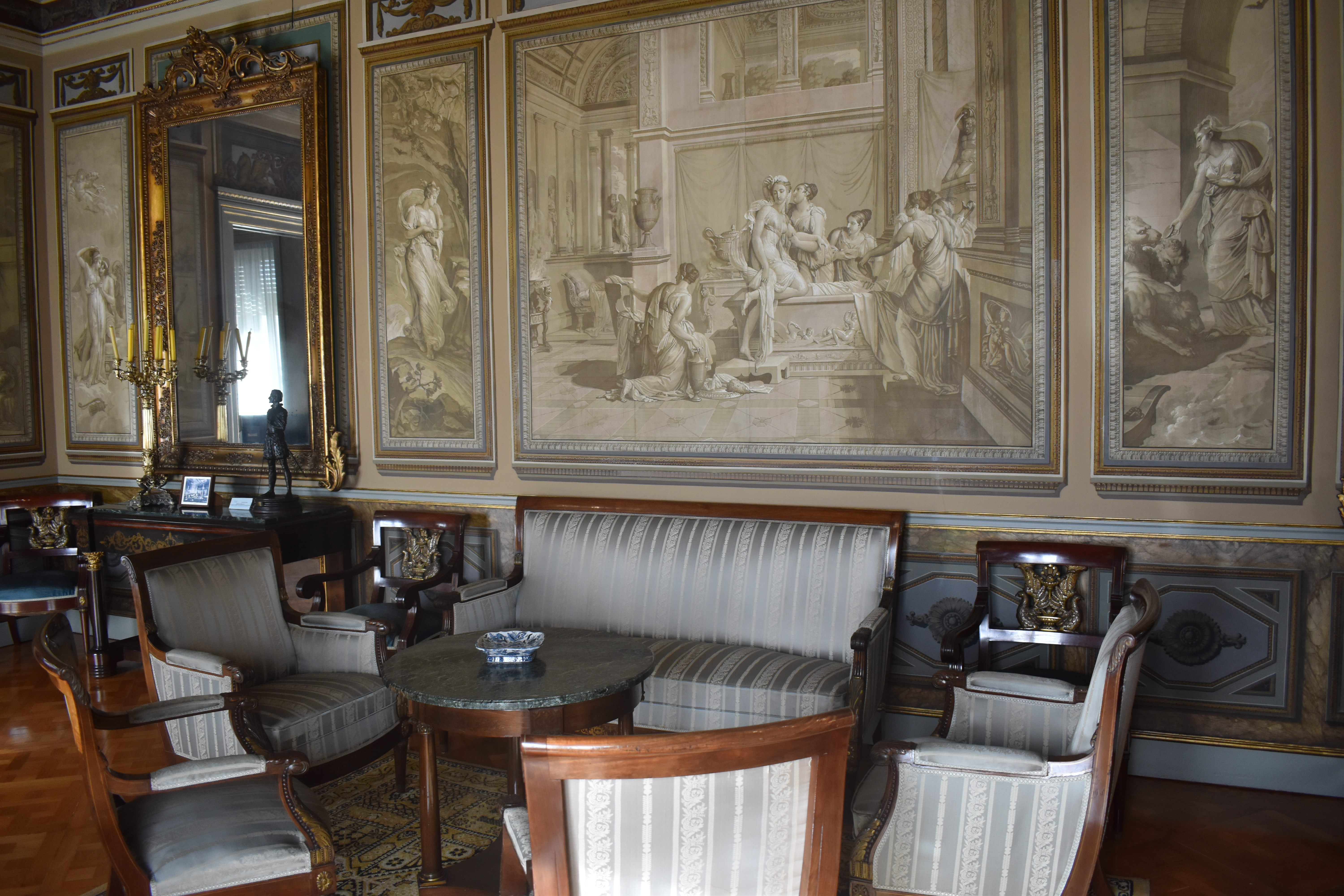
Sala de grisallas
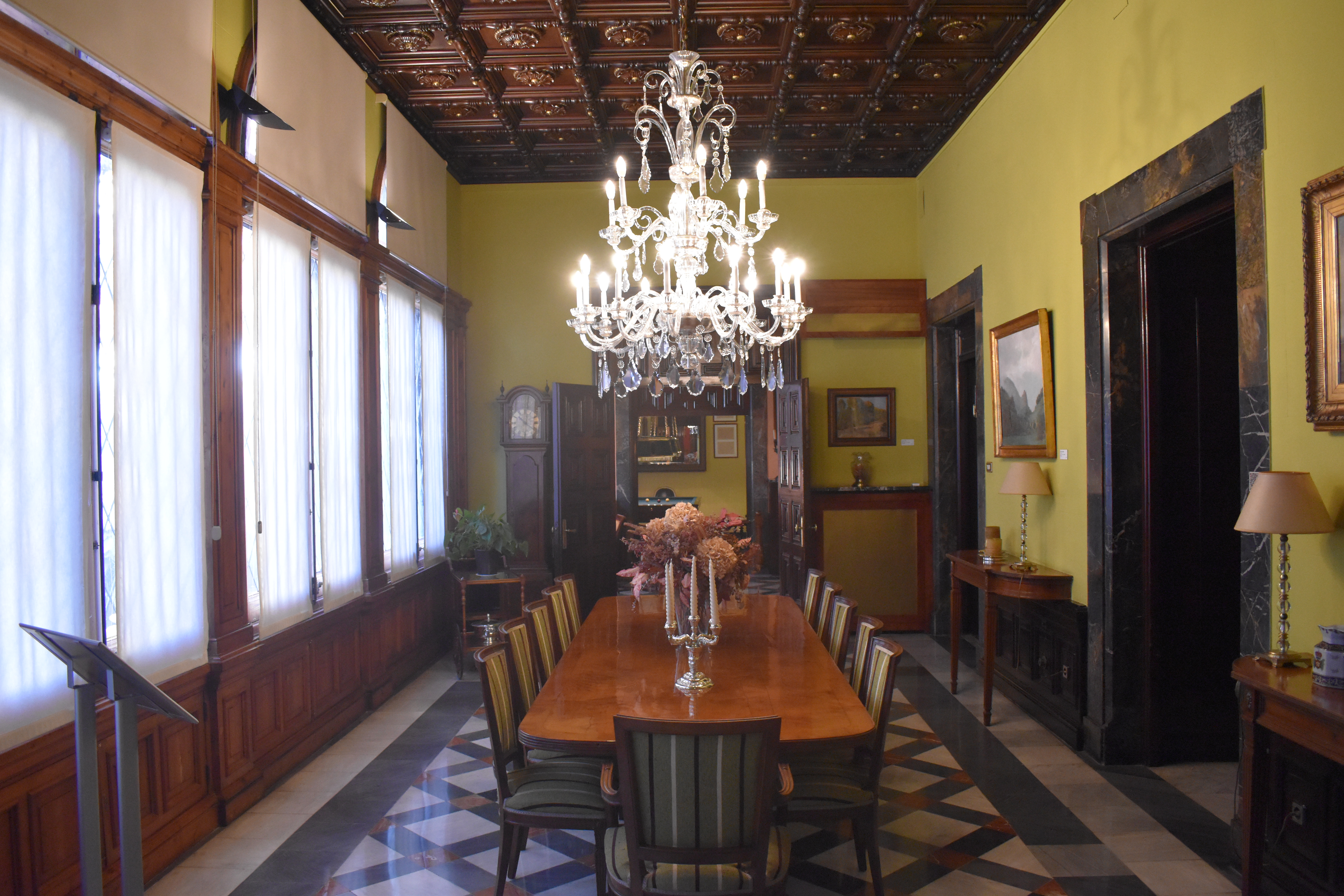
Comedor de diario
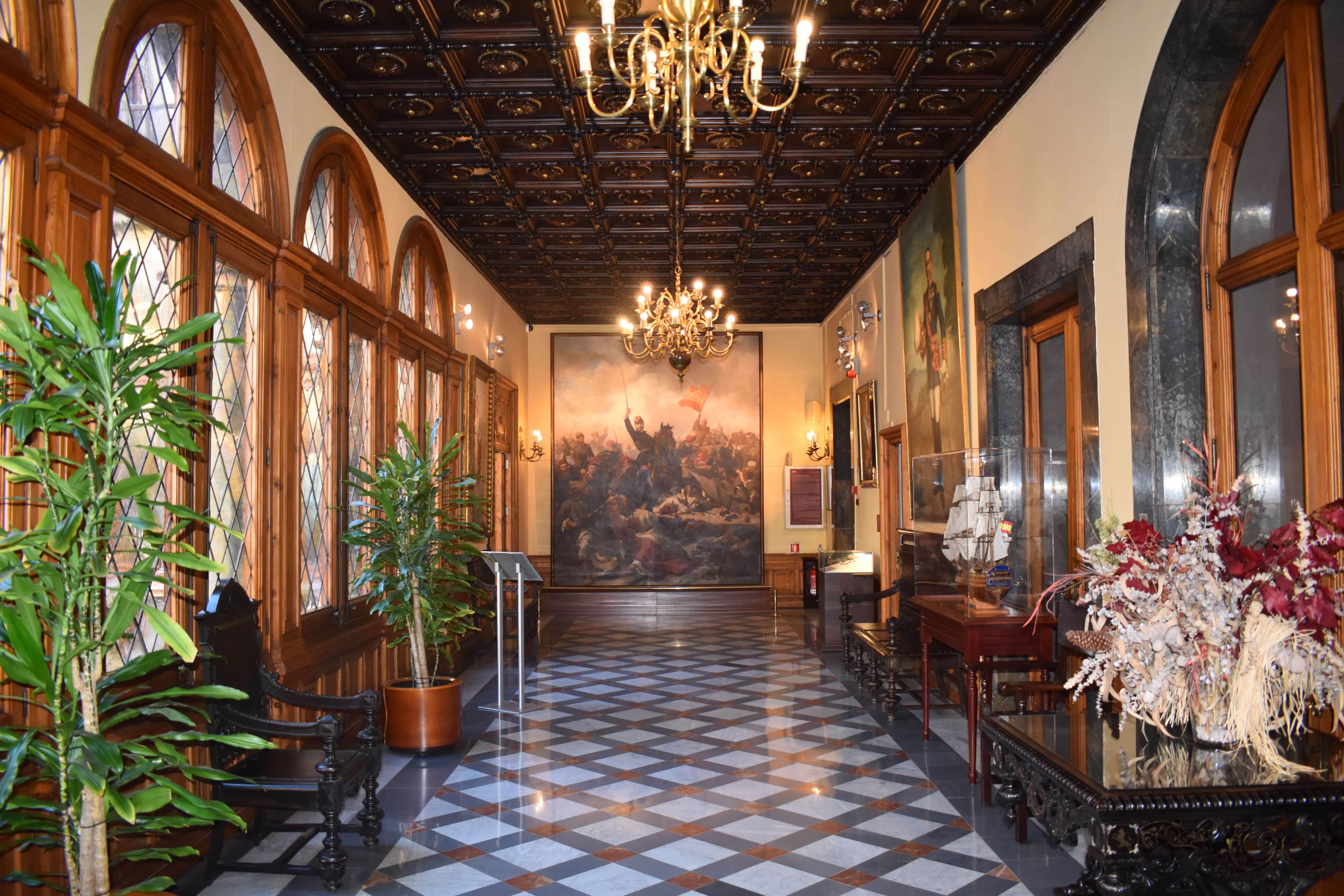
Pasillo de Ministros